# Enhärjarna
För fallna krigare i nordisk mytologi, se Enhärjar.
Enhärjarna är ett svenskt vikingarock-band. Av bland annat Expo har bandet beskrivits som ett vit makt-band. Bandets texter är mestadels skrivna på svenska, dock förekommer det också engelska texter på ett antal av skivorna. Bandet har splittrats flera gånger men återförenats.
Enhärjarna bildades 1992. De hade under några år tidigare spelat under annat namn och spelade då mer traditionell Oi! Bandet spelade mest covers, men började skriva eget material efter inspiration från ett äldre punkband, Colt 45. De spelade en blandning av punk och country med soloslingor som påminner om det de spelar idag.

## Diskografi

### Album
- 1994 - Tors Vrede
- 1995 - The Last Stand
- 1998 - Återkomsten
- 2001 - Svea Rikes Arv
- 2002 - Please Don't Touch! (7" vinyl)
- 2005 - Sprit, Knogjärn och Tre Kronor
- 2009 - The Resurrection
- 2010 - The Resurrection (nyutgåva)
- 2015 - The Great Heathen Army

### Samlingsskivor
- 1994 - Swedish Thunder
- 1999 - Carolus Rex 4
- 2001 - Carolus Rex 5
- 2004 - Carolus Rex 7
- 2006 - Carolus Rex 8

## Nuvarande medlemmar
- Bisson - Vocals and leadguitar
- Barny - Background vocals and guitar
- Läderlappen - Background vocals and drums